# Gol
Gol je zgoditak kojim se dobiva bod u nekim športovima, uglavnom onima s loptom. To su nogomet, rukomet, vaterpolo, polo, hokej na ledu ili travi, lacrosse, kao i inačice tih športova. Gol se zabija. Pobjeđuje ona momčad koja zabije više golova.

## Nogomet

### Što je gol
- Prema službenim pravilima nogometne igre, gol je priznat ako lopta cijelim svojim obujmom prijeđe gol-liniju, tj. liniju koja spaja dvije stative.
- Kako je ovo pravilo važno, govori nam primjer iz finala Svjetskoga prvenstva 1966. kada je Geoff Hurst zabio gol za vodstvo Engleske u produžetku protiv Zapadne Njemačke. Tada je lopta od prečke pala na travu, između linije i unutrašnjosti gola, a čak i dandanas, uz svu najmoderniju tehnologiju, ne zna se je li bio gol. Pomoćni sudac Tofik Bahramov je osjetio da je lopta unutra, i tako to signalizirao glavnom sucu koji je gol priznao.

### Vrste golova
- U zadnjih par godina, svi su čuli o srebrnim i zlatnim golovima u nogometu. Srećom, kemije tu nema, već se radi o sljedećem...

- Zlatni gol (engl.golden goal) je već bivše nogometno pravilo koje nam govori da, ako u produžecima padne gol, momčad koja je gol zabila prolazi u daljnju fazu natjecanja ili to natjecanje osvaja.
- Srebrni gol (engl.silver goal) je također bivše nogometno pravilo koje u produžecima može odlučiti pobjednika, no nije nužno. Dakle, ako neka momčad zabije gol u 1. produžetku, 1. produžetak se igra do kraja, planiranih 15 minuta. Ako druga momčad ne poravna omjer do kraja 1. produžetka, utakmica je gotova. Ako, pak, druga momčad izjednači, na snagu stupa 2. produžetak koje se igra po istim pravilima kao i 1. produžetak.

### Jedanaesterci
- Ako pobjednik nije odlučen nakon regularnih 90 minuta + 2 puta po 15 minuta produžetaka, igrači izvode jedanaesterce. Utakmica mora biti odlučena nakon jedanaesteraca. Oni se izvode po sljedećem principu.
- Trener prije početka izvođenja jedanaesteraca imenuje 11 izvođača, koji su poredani po nizu kojim će pucati. Svaka momčad naizmjence izvede po 5 jedanaesteraca. Svaki zabijeni gol se računa kao i obični gol. Momčad koja na kraju zabije više golova, pobijedila je drugu momčad.
- Ako nakon naizmjenično izvedenih 5 jedanaesteraca obje momčadi zabiju jednak broj golova, tada momčadi naizmjence pucaju po jedan jedanaesterac. Ako igrač momčadi A zabije gol, a igrač momčadi B promaši, momčad A je pobijedila. Ako obje momčadi zabiju ili promaše, igra se sve dok se jedna momčad ne odvoji na prednost koja je opisana u slučaju Momčad A vs. Momčad B.

### Autogol
- Autogol je gol koji je igrač zabio gol u svoju vlastitu mrežu, tj. u korist protivničke momčadi. No, ako je autogol postignut namjerno, u korist protivničke momčadi, sudac mora poništiti gol i kazniti žutim kartonom strijelca autogola.